# Скворцов, Иван Алексеевич
Иван Алексеевич Скворцов (28 января 1905 — 3 мая 1983) — советский военный деятель, контр-адмирал-инженер, участник Великой Отечественной войны.

## Биография
Иван Алексеевич Скворцов родился 28 января 1905 года в Москве. В 1922 году был призван на службу в Военно-морской флот СССР. В 1924 году окончил Военно-морское подготовительное училище, в 1928 году — Высшее военно-морское училище имени М. В. Фрунзе, в 1930 году — Севастопольскую военную школу морских лётчиков и лётчиков-наблюдателей. Служил на различных должностях на кораблях и в частях ВВС Балтийского флота. В 1938 году окончил минно-торпедный факультет Военно-морской академии имени К. Е. Ворошилова, после чего служил в Научно-исследовательском минно-торпедном институте Военно-морского флота СССР, был помощником начальника отдела, групповым инженером, начальником 6-го отдела. В последней должности встретил начало Великой Отечественной войны.
В декабре 1941 года Скворцов был направлен в Минно-торпедное управление Военно-морского флота СССР, где возглавлял 5-й отдел, затем был заместителем начальника 6-го отдела. С сентября 1943 года руководил 6-м отделом Начно-исследовательского минно-торпедного института в Ленинграде. Принимал активное участие в отработке новых образцов минно-торпедного вооружения, дав ряд собственных конструктивных усовершенствований, способствовавших повышению эффективности боевого применения авиации. Многократно выезжал в боевые части, оказывая лётчикам и техникам большую практическую помощь в освоении техники. С января 1945 года находился в специальной командировке в районе боевых действий 1-го Белорусского фронта, где выполнял особые задания.
После окончания войны продолжал службу в Военно-морской флот СССР. Был членом Научно-технической комиссии Военно-морских сил СССР. В мае 1948 года возглавил минно-торпедный факультет Военно-морской академии кораблестроения и вооружения имени А. Н. Крылова. На высокий уровень поставил научно-исследовательскую и учебную работу на факультете. Являлся автором целого ряда трудов в области минно-торпедного оружия, нашедших своё применение в практической деятельности советского военно-морского флота и военной промышленности. Активно занимался изобретательной и рационализаторской деятельностью, возглавлял академическое общество изобретателей и рационализаторов. За создание нового образца морского вооружения вместе с ещё пятью инженерами был удостоен Сталинской премии 3-й степени. В 1958 году защитил диссертацию на соискание учёной степени кандидат технических наук. В сентябре 1960 года был уволен в запас. Умер 3 мая 1983 года, похоронен в Санкт-Петербургском крематории.

## Награды
- Орден Ленина (30 апреля 1947 года);
- 2 ордена Красного Знамени (3 ноября 1944 года, 13 июня 1952 года);
- Орден Отечественной войны 1-й степени (19 августа 1944 года);
- Медали «За оборону Ленинграда», «За оборону Кавказа» и другие медали.